# Марис Јансонс
Марис Иварс Георгс Јансонс (лет. Mariss Ivars Georgs Jansons; 14. јануар 1943 — 1. децембар 2019) био је летонски диригент, најпознатији по својим интерпретацијама Малера, Штрауса и руских композитора као што су Чајковски, Рахмањинов и Шостакович. Током свог живота често је сврставан међу водеће светске диригенте; у анкети Бахтрека 2015. године, музички критичари су га оценили као трећег најбољег живог диригента на свету. Јансонс је дуго био повезан са Симфонијским оркестром Баварског радија (2003–2019) и Краљевским оркестром Концертгебау (2004–2015) као музички директор.
Рођен у Риги (данашња Летонија), Јансонс се преселио у Лењинград (данас Санкт Петербург) 1956. године. У Лењинграду је студирао дириговање, а усавршавао се у Аустрији. Дириговао је Филхармонијом у Ослу, где је био музички директор од 1979. до 2000. године. Руководио је и Симфонијским оркестром Питсбурга; био је чест гост диригент са Лондонском филхармонијом и Лондонским симфонијским оркестром. Јансонс је много снимао и био је добитник бројних награда.

## Одрастање и образовање
Јансонс је рођен у Риги која је тада била под немачком окупацијом током Другог светског рата. Мајка му је Ираида Јансонс, дива Ришке опере. Отац му је Арвидс Јансонс, диригент оперског оркестра. Ираида, која је била Јеврејка, родила је сина кријући се након што је прокријумчарена из гета у Риги, где су њеног оца и брата убили нацисти. Јансонс је као дете прво учио виолину са својим оцем.
Године 1956. Арвидс је постављен за асистента диригента Јевгенија Мравинског у Лењинградској филхармонији. Јансонс се придружио оцу у Лењинграду, где је почео да студира дириговање, а убрзо је уписао Лењинградски конзерваторијум. Године 1968. Херберт фон Карајан је посетио Совјетски Савез, где је из групе младих диригената издвојио Јансонса и Дмитрија Китајенка. Карајан је понудио Јансонсу прилику да студира код њега у Берлину. Јансонс је 1969. године наставио обуку прво код Ханса Сваровског у Бечу, а затим у Салцбургу код Карајана. Јансонс је 1971. освојио другу награду на Међународном диригентском такмичењу "Херберт фон Карајан".

## Каријера диригента
Јансонс је 1973. године постављен за помоћног диригента Лењинградског филхармонијског оркестра. Године 1979. именован је за музичког директора Филхармоније у Ослу, са којом је наступао, снимао и путова на бројне турнеје. Јансонс је дао оставку на функцију у Ослу 2000. године након спорова са градом око акустике Концертне дворане у Ослу.
Године 1992. Јансонс је именован за главног гостујућег диригента Лондонске филхармоније. Радио је као гостујући диригент са Лондонским симфонијским оркестром и са њима снимио Малерову симфонију бр. 6 за издавачку кућу ЛСО Лајв (енгл. LSO Live).
Године 1997. Јансонс је постао музички директор Симфонијског оркестра у Питсбургу. Његов првобитни уговор био је на три године. У јуну 2002. најавио је оставку која ће ступити на снагу 2004.
У априлу 1996. Јансонс је умало умро од тешког срчаног удара док је дириговао оперу Боеми у Ослу. Опоравио се у Швајцарској. Касније су му хирурзи у Питсбургу уградили имплантирани дефибрилатор у груди.
На почетку сезоне 2003-2004, Јансонс је започео свој мандат главног диригента Симфонијског оркестра Баварског радија.  Редовно је водио кампању за изградњу нове концертне сале за оркестар. 8. новембра 2019. дириговао је последњим оркестарским концертом у Карнеги холу са овим оркестром у опери где је главну улогу певала сопран Дајана Дамрау.
У октобру 2002. Јансонс је именован за шестог главног диригента Краљевског оркестра Концертгебау из Амстердама, од 1. септембра 2004. године, наследивши Рикарда Шалија. Свој завршни концерт дириговао је 20. марта 2015. године, у присуству краља Вилема-Александра и краљице Максиме. Додељена му је доживотна почасна титула диригента (лат. Conductor emeritus) Краљевског оркестра Концертгебау.
Јансонс је 2006. године први пут дириговао Новогодишњим концертом Бечке филхармоније. Такође у јануару 2006. добио је МИДЕМ награду за уметника године у Кану. У октобру 2007. Јансонс (који је по вероисповести био лутеран ) дириговао је Бетовеновом Деветом симфонијом са Симфонијским оркестром Баварског радија за Папу Бенедикта XVI и 7.000 других слушалаца у папској сали за аудијенцију (лат. Auditorio Paul VI). Јансонс је други пут дириговао Бечким новогодишњим концертом 2012. године, а трећи и последњи пут 2016. године.

## Лични живот
Јансонс је био ожењен два пута. Он и његова прва жена Ира имали су ћерку Илону, која је постала пијанисткиња у Маријинском театру. Брак је окончан током његовог мандата у Ослу. Јансонс и његова друга жена Ирина (рођена Аутшител), бивша логопедица, имали су дом у Санкт Петербургу. Поседовао је и летонско и руско држављанство.

## Смрт
Јансонс је преминуо у 76. години живота од последица дуготрајног срчаног обољења, у ноћи између 30. новембра 2019. и 1. децембра 2019. у својој кући у Толстојевој кући у Санкт Петербургу.